# Aizac
Aizac település Franciaországban, Ardèche megyében. Lakosainak száma 172 fő (2022. január 1.). Aizac Juvinas, Labastide-sur-Bésorgues és Vallées-d’Antraigues-Asperjoc községekkel határos.

## Népesség
A település népességének változása:
| Lakosok száma | 177  | 144  | 156  | 165  | 153  | 160  | 169  | 170  | 170  | 172  |
|               | 1968 | 1982 | 1990 | 2006 | 2013 | 2015 | 2017 | 2019 | 2020 | 2022 |